# 실리콰
실리콰(Siliqua, 사르데냐어: Silìcua)는 사르데냐 섬의 수드사르데냐도에 있는 코무네로, 칼리아리에서 북서쪽으로 약 25 km 떨어져 있다. 2004년 12월 31일 기준으로 인구는 4,077명이며 면적은 190.4 km2이다.

## 주요 명소
- 아쿠아프레다성 (13세기), 치세리강 계곡을 내려다보고 있다. 이 성은 우골리노 델라 게라르데스카 백작이 지었으며, 나중에 아라곤 연합왕국과 다른 사르데냐 봉건 영주들이 소유했다.
- 여러 도무스 데 야나스
- 몬테 아르코수 자연보호구역

## 같이 보기
- 캄피다노
- 술치스